# 富士見台 (豊橋市)
富士見台（ふじみだい）は、愛知県豊橋市の地名。

## 地理
豊橋市南西部に位置する。西は老津町、南は西赤沢町、北は南大清水町に接する。

## 歴史

### 人口の変遷
国勢調査による人口および世帯数の推移。
| 1995年（平成7年）  | 2335世帯 7743人 |  |
| 2000年（平成12年） | 2539世帯 8047人 |  |
| 2005年（平成17年） | 2572世帯 7787人 |  |
| 2010年（平成22年） | 2734世帯 7941人 |  |
| 2015年（平成27年） | 2602世帯 7215人 |  |

### 沿革
- 1985年（昭和60年） - 豊橋市南大清水町・西赤沢町・老津町の各一部により、同市富士見台が成立[2]。

## 交通
- 愛知県道東赤沢植田線[1]
- 愛知県道伊古部老津線[1]

## 施設
- 豊橋レイクタウン[1]
- 県営大清水台住宅[1]
- 小鳩学園富士見幼稚園[1]
- 大清水第二公園[1]
- 豊橋市立富士見小学校[1]
- 富士見校区市民館[1]
- 大清水第三公園[1]
- 大清水第四公園[1]
- 大清水第六公園[1]
- 大清水第七公園[1]
- 大清水第八公園[1]
- 富士見郵便局[1]
- 大清水第五公園[1]

### WEB
1. ↑  “愛知県豊橋市の町丁・字一覧”.   人口統計ラボ. 2023年4月13日閲覧。
2. ↑  総務省統計局 (2017年1月27日). “平成27年国勢調査の調査結果(e-Stat) - 男女別人口及び世帯数 －町丁・字等” (CSV). 2021年7月21日閲覧。
3. ↑  “愛知県豊橋市の郵便番号一覧”.   日本郵便. 2023年4月13日閲覧。
4. ↑  “市外局番の一覧” (PDF).   総務省 (2022年3月1日). 2022年3月22日閲覧。
5. ↑  総務省統計局 (2014年3月28日). “平成7年国勢調査の調査結果(e-Stat) - 男女別人口及び世帯数 －町丁・字等” (CSV). 2021年7月20日閲覧。
6. ↑  総務省統計局 (2014年5月30日). “平成12年国勢調査の調査結果(e-Stat) - 男女別人口及び世帯数 －町丁・字等” (CSV). 2021年7月20日閲覧。
7. ↑  総務省統計局 (2014年6月27日). “平成17年国勢調査の調査結果(e-Stat) - 男女別人口及び世帯数 －町丁・字等” (CSV). 2021年7月21日閲覧。
8. ↑  総務省統計局 (2012年1月20日). “平成22年国勢調査の調査結果(e-Stat) - 男女別人口及び世帯数 －町丁・字等” (CSV). 2021年7月21日閲覧。
9. ↑  総務省統計局 (2017年1月27日). “平成27年国勢調査の調査結果(e-Stat) - 男女別人口及び世帯数 －町丁・字等” (CSV). 2021年7月21日閲覧。

### 書籍
1. 1 2 3 4 5 6 7 8 9 10 11 12 13 14 15 16 17  「角川日本地名大辞典」編纂委員会 1989, p. 1795.
2. ↑  「角川日本地名大辞典」編纂委員会 1989, p. 1173.